# طريقة القضيب البلوري

Procédé Van-Arkel-de-Boer

طريقة القضيب البلوري (أو طريقة التأيد) اكتشفها أنطون إدوارد فان أركل ويان هندريك دي بوير في عام 1925 م. وكانت هذه هي أول طريقة صناعية للإنتاج التجارى للزركونيوم الطيِّع الفلزي. تم تعديلها بواسطة طريقة رول.